# Siegmund L’Allemand
Pour les articles homonymes, voir L'Allemand.
Siegmund L'Allemand (né le 8 mars 1840 à Vienne, mort le 24 décembre 1910 à Vienne) est un peintre autrichien de scènes d'histoire, de batailles, de genre et portraitiste.

## Biographie
Siegmund L’Allemand, neveu de Fritz L'Allemand, est très passionné très tôt par la peinture et reçoit ses premières leçons par son oncle, Christian Ruben. Il travaille principalement comme peintre de scènes d'histoire et de bataille.
Siegmund L’Allemand devient professeur à l'Académie des Beaux-Arts de Vienne. Il est membre du Comité d'examen qui a rejeté en octobre 1907 la candidature d'Adolf Hitler pour être étudiant. Parmi ses élèves connus : Karl Borschke (1886-1941).
Plusieurs de ses œuvres sont aujourd'hui exposées au Heeresgeschichtlichen Museum à Vienne, dont le portrait monumental d'Ernst Gideon von Laudon à la bataille de Kunersdorf, après qu'elles ont été présentées à l'Exposition universelle de 1878 à Paris.